# Platytroctidae
I Platytroctidae sono una famiglia di pesci ossei abissali appartenenti all'ordine Osmeriformes.

## Distribuzione e habitat
Sono presenti in tutti gli oceani tranne il mar Mediterraneo. Vivono di solito tra 300 e 1000 metri di profondità.

## Descrizione
Questi pesci hanno un aspetto abbastanza difforme tra i vari generi, può essere molto sottile e allungato oppure alto e compresso lateralmente. La pinna dorsale e la pinna anale, sempre composte da soli raggi molli, sono disposte nella metà posteriore del corpo. Le pinne ventrali sono inserite in posizione ventrale e mancano in Platytroctes apus. La bioluminescenza è molto sviluppata, sono presenti in quasi tutte le specie dei fotofori sul corpo, con luce diretta in basso e un particolare organo, situato sotto il cinto scapolare, che libera un fluido luminescente verdastro da un'apertura situata sotto la linea laterale. La linea laterale è sottocutanea. Non c'è la vescica natatoria.
La lunghezza massima è di circa 30 cm.

## Biologia
Ignota.

## Specie
- Genere Barbantus
  - Barbantus curvifrons
  - Barbantus elongatus
- Genere Holtbyrnia
  - Holtbyrnia anomala
  - Holtbyrnia conocephala
  - Holtbyrnia cyanocephala
  - Holtbyrnia innesi
  - Holtbyrnia intermedia
  - Holtbyrnia laticauda
  - Holtbyrnia latifrons
  - Holtbyrnia macrops
  - Holtbyrnia ophiocephala
- Genere Matsuichthys
  - Matsuichthys aequipinnis
- Genere Maulisia
  - Maulisia acuticeps
  - Maulisia argipalla
  - Maulisia isaacsi
  - Maulisia mauli
  - Maulisia microlepis
- Genere Mentodus
  - Mentodus bythios
  - Mentodus crassus
  - Mentodus eubranchus
  - Mentodus facilis
  - Mentodus longirostris
  - Mentodus mesalirus
  - Mentodus perforatus
  - Mentodus rostratus
- Genere Mirorictus
  - Mirorictus taningi
- Genere Normichthys
  - Normichthys herringi
  - Normichthys operosus
  - Normichthys yahganorum
- Genere Pectinantus
  - Pectinantus parini
- Genere Persparsia
  - Persparsia kopua
- Genere Platytroctes
  - Platytroctes apus
  - Platytroctes mirus
- Genere Sagamichthys
  - Sagamichthys abei
  - Sagamichthys gracilis
  - Sagamichthys schnakenbecki
- Genere Searsia
  - Searsia koefoedi
- Genere Searsioides
  - Searsioides calvala
  - Searsioides multispinus[2]